# 松尾栄里
松尾 栄里（まつお えり、旧名・キャロル・ピーターセン、キャロル松尾。1959年8月22日 - ）は、日本の元女子バレーボール選手。

## 来歴
東京都中野区出身。中学1年よりバレーボールを始める。八王子実践高校を経て、1978年に富士フイルム女子バレーボール部に入部。1981年から1983年までチーム主将を務めた。
1979年、第12回日本リーグで新人賞、スパイク賞。1981年、第14回日本リーグでサーブ賞を獲得した。1984年、現役引退。

## エピソード
以前の国籍はアメリカ合衆国。米軍将校の父親と日本人の母親の間に、立川基地米軍病院で生まれた。幼少からスポーツ万能で、中野一中在学時には中野区総合スポーツ大会で水泳リレーで優勝、砲丸投げで二位入賞を記録した。
ファッションモデルになろうかと思った時期もあったが好きなバレーボールを選び、中野一中の先生の伝手で八王子実践高校に進学する。同校バレー部史上初の大型セッターであった。

## 球歴
- 所属チーム履歴

中野一中 → 八王子実践高校 → 富士フイルム（1978-1983年）
- 受賞歴
  - 1979年 - 第12回日本リーグ 新人賞、スパイク賞
  - 1981年 - 第14回日本リーグ サーブ賞